# Динамический сайт
Динами́ческий сайт — сайт, состоящий из динамичных страниц — шаблонов, контента, скриптов и прочего, в большинстве случаев хранящихся на сервере как отдельные ресурсы (файлы, данные в базах данных и на сторонних серверах). При запросе страницы клиентом (браузером или иным приложением) она может формироваться двумя способами или их комбинацией: а) на стороне сервера из страницы-шаблона и отдельно хранимого содержимого (информации, скриптов и др.), б) в приложении клиента, с подгрузкой ресурсов.
Как правило, для отображения любого количества однотипных страниц используется одна страница-шаблон, в которую подгружается соответствующее содержимое, это позволяет единомоментно корректировать внешний вид сайта (множество всех его страниц), редактируя всего лишь один шаблон.
Редактирование собственно содержимого (как и страницы-шаблона) может производиться как средствами самого сайта, так и с применением стороннего ПО.
Возможность править все страницы предоставляется только определённой категории пользователей (например администраторам, или же зарегистрированным пользователям). В некоторых случаях к правке определённого веб-контента допускаются анонимные пользователи, что бывает реже (например на форумах — добавление сообщений).
Примером сайта с анонимным изменением может служить Википедия.

## Генерация содержимого (контента)
Процесс получения содержимого сайта обычно выглядит следующим образом:
1. Генерация содержимого на стороне сервера;
2. Передача сгенерированной странички клиенту;
3. Генерация содержимого на стороне клиента.

### Генерация содержимого на стороне сервера
Сервер получает запрос от Клиента (например, page.ru/index.php) и запускает обработку файла-скрипта (в данном случае — index.php) интерпретатором. Языки программирования на Серверной стороне используются разные, наиболее часто встречаются, например: PHP, Python, Ruby, Go, Perl, а также ASP.NET и JSP, серверный JavaScript и другие.
Именно на этой стадии происходит выборка необходимой информации из баз данных и наполнение ею страницы, после чего готовая страница передаётся Клиенту.

### Генерация содержимого на стороне клиента
После того, как страница получена Клиентом с Сервера, программа-браузер обрабатывает её и отображает Пользователю, при этом исполняя скрипты Клиентской стороны, если они были указаны в странице и получены.
На Клиентской стороне используется JavaScript, который может использоваться как для минимальных, невидимых глазу операций (например, проверки на правильность задания паролей при регистрации на сайтах), так и глобальных последовательностей и приложений.

### Комбинированная генерация
Чаще всего в жизни встречается именно комбинация этих двух методов генерации — весь «новый интернет» основан на нём, это, и «умная строка с подсказкой вариантов» у поисковых систем, и «редакторы» в форумах, и всплывающие меню, и многое другое.

## Управление содержимым (редактирование сайта)
Системы управления контентом или движки (англ. Content management system, CMS) — серверные информационные системы или серверные компьютерные программы, используемые для обеспечения и организации совместного процесса создания, редактирования и управления контентом (то есть содержимым) интернет-сайта или сервера локальной сети.
Главной целью таких систем является возможность собирать в единое целое и объединять на основе функциональных ролей и задач все разнотипные источники знаний и информации, доступные как внутри организации, так и за её пределами, а также возможность обеспечения взаимодействия сотрудников, рабочих групп и проектов с созданными ими базами знаний, информацией и данными так, чтобы их легко можно было найти, извлечь и повторно использовать привычным для пользователя образом.
В системе управления контентом могут быть определены самые различные данные: документы, фильмы, фотографии, номера телефонов, научные данные и так далее.